# Maoridiamesa glacialis
Maoridiamesa glacialis är en tvåvingeart som beskrevs av Lars Zakarias Brundin 1966. Maoridiamesa glacialis ingår i släktet Maoridiamesa och familjen fjädermyggor. Inga underarter finns listade i Catalogue of Life.